# Seznam chráněných území v okrese Košice-okolí
Toto je seznam chráněných území v okrese Košice-okolí aktuální k roku 2017, ve kterém jsou uvedena chráněná území v okresu Košice-okolí.
| Kód  | Obrázek                | Typ | Název                            | Rozloha (ha) | Galerie Commons                                     | Popis území | Souřadnice                       |
| ---- | ---------------------- | --- | -------------------------------- | ------------ | --------------------------------------------------- | ----------- | -------------------------------- |
| 506  |                        | NPR | Bokšov                           | 146,7100     |                                                     |             |                                  |
| 510  |                        | NPR | Bujanovská dubina                | 88,1700      |                                                     |             |                                  |
| 1002 |                        | NPP | Drienovská jeskyně               | x            |                                                     |             |                                  |
| 1229 |                        | PP  | Hatinská jaskyňa                 | x            |                                                     |             |                                  |
| 541  |                        | NPR | Havrania skala                   | 147,1400     |                                                     |             |                                  |
| 542  | Herlianský gejzír      | NPP | Herlianský gejzír                | x            | Kategorie „Herľany Geyser“ na Wikimedia Commons     |             | 48°48′4″ s. š., 21°28′39″ v. d.  |
| 559  |                        | NPR | Humenec                          | 86,0800      |                                                     |             |                                  |
| 571  | Jasovská jeskyně       | NPP | Jasovská jeskyně                 | x            | Kategorie „Jasov Cave“ na Wikimedia Commons         |             | 48°40′44″ s. š., 20°58′15″ v. d. |
| 572  | Jasovské dubiny        | NPR | Jasovské dubiny                  | 35,1000      | Kategorie „Jasovské dubiny“ na Wikimedia Commons    |             | 48°40′49″ s. š., 20°57′46″ v. d. |
| 857  |                        | PR  | Kloptaň                          | 27,0700      |                                                     |             |                                  |
| 591  |                        | PR  | Krčmárka                         | 173,3000     |                                                     |             |                                  |
| 1004 |                        | NPP | Kuní propast                     | x            |                                                     |             |                                  |
| 602  |                        | PR  | Malá Izra                        | 0,7700       |                                                     |             |                                  |
| 604  |                        | PR  | Malé brdo                        | 55,8300      |                                                     |             |                                  |
| 606  |                        | NPR | Malý Milič                       | 14,0500      |                                                     |             |                                  |
| 613  |                        | PP  | Miličská skala                   | 11,6000      |                                                     |             |                                  |
| 901  |                        | CHA | Nižnočajská pieskovňa            | 0,9949       |                                                     |             |                                  |
| 622  |                        | PR  | Palanta                          | 86,9300      |                                                     |             |                                  |
| 635  |                        | CHA | Perínske rybníky                 | 110,3152     |                                                     |             |                                  |
| 1320 |                        | PR  | Pralesy Slovenska – Marocká hoľa | 66,49        |                                                     |             | 48°35′16″ s. š., 21°26′30″ v. d. |
| 658  |                        | PR  | Rankovské skaly                  | 23,7300      |                                                     |             |                                  |
| 671  |                        | NPR | Sivec                            | 169,7900     |                                                     |             |                                  |
| 1006 |                        | NPP | Jeskyně Skalistý potok           | x            |                                                     |             |                                  |
| 675  | Slanec, pohled na hrad | PR  | Slanský hradný vrch              | 15,8100      |                                                     |             | 48°38′16″ s. š., 21°28′14″ v. d. |
| 697  |                        | PP  | Trstinové jazero                 | 0,8291       |                                                     |             |                                  |
| 698  | Turniansky hradný vrch | NPR | Turniansky hradný vrch           | 13,7900      |                                                     |             | 48°36′38″ s. š., 20°52′22″ v. d. |
| 705  |                        | NPR | Veľký Milič                      | 67,8100      |                                                     |             |                                  |
| 712  |                        | NPR | Vozárska                         | 76,6300      |                                                     |             |                                  |
| 869  |                        | PR  | Vysoký vrch                      | 36,5000      |                                                     |             |                                  |
| 713  | Zádielská tiesňava     | NPR | Zádielská tiesňava               | 214,7300     | Kategorie „Zádielska tiesňava“ na Wikimedia Commons |             | 48°37′32″ s. š., 20°49′51″ v. d. |
| 871  |                        | PR  | Zemné hradisko                   | 55,9460      |                                                     |             |                                  |

## Zrušená chráněná území
| Kód | Obrázek | Typ | Název        | Rozloha (ha) | Galerie Commons | Popis území               | Souřadnice                       |
| --- | ------- | --- | ------------ | ------------ | --------------- | ------------------------- | -------------------------------- |
| 609 |         | PR  | Marocká hoľa | 63,7600      |                 | Pralesovitý bukový porost | 48°35′16″ s. š., 21°26′30″ v. d. |